# Kazu Naoki
Kazu Naoki, född 23 mars 1918, var en japansk tidigare fotbollsspelare. Han avled i en olycka direkt efter andra världskriget.